# Brühl von Erda
Das Naturschutzgebiet Brühl von Erda liegt im Gebiet der Gemeinde Hohenahr im Lahn-Dill-Kreis in Hessen. Das 33,67 ha große Gebiet wurde am 10. Dezember 1979 unter der Kennung 1532001 unter Naturschutz gestellt.

## Lage
Das Naturschutzgebiet „Brühl von Erda“ befindet sich in einer Talmulde am nordöstlichen Ortsrand von Erda entlang des namensgebenden Brühlsbachs. Das Areal des Naturschutzgebietes umfasst Wiesen und Weideflächen, welche durch zahlreiche Süßwasserquellen und kleine Gräben ein Mosaik aus mager-trockenen bis quellig-nassen Standorten entstehen lassen. Im südlichen Bereich befindet sich eine sumpfige und morastige Fläche mit unterschiedlichen Gesellschaften von Seggenarten. Daneben verteilen sich magere Trockenrasen, seltene wechselfeuchte Borstgrasrasen und Feuchtwiesen über die ausgewiesene Naturschutzfläche. Im westlichen Bereich wird das Schutzgebiet von landwirtschaftlich genutztem Grünland, Ackerflächen und dem Dorfrand mit der Siedlungsfläche von Erda begrenzt. Im Osten und Süden vom Naturschutzgebiet befindet sich ein Waldgebiet, dass sich bis zum nahe gelegenen Naturschutzgebiet „Oberes Verstal“ ausdehnt.

## Bedeutung
Im Gebiet bestehen Feuchtwiesen mit frischen bis feuchten und staunassen Böden und Fettwiesen, die als Weideflächen genutzt werden. Daneben besitzt das Naturschutzgebiet Trockenrasenflächen, welche neben dem Bachlauf mit den vorhandenen Quellenmulden von besonderer Bedeutung und Schutzwürdigkeit für stark bedrohte Vogelarten sind.

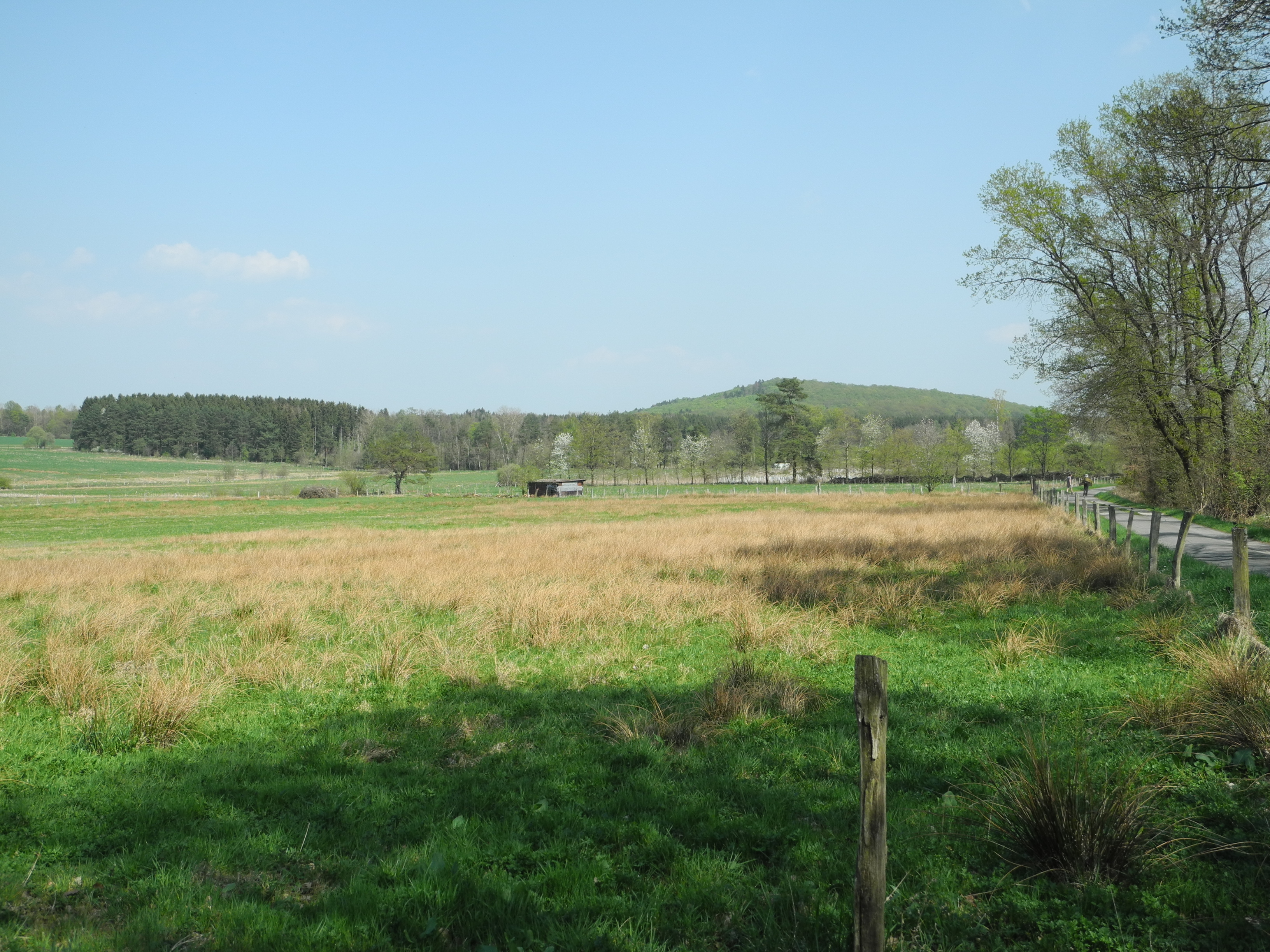
Viehweiden unterhalb der Ortstraße im westlichen Teil
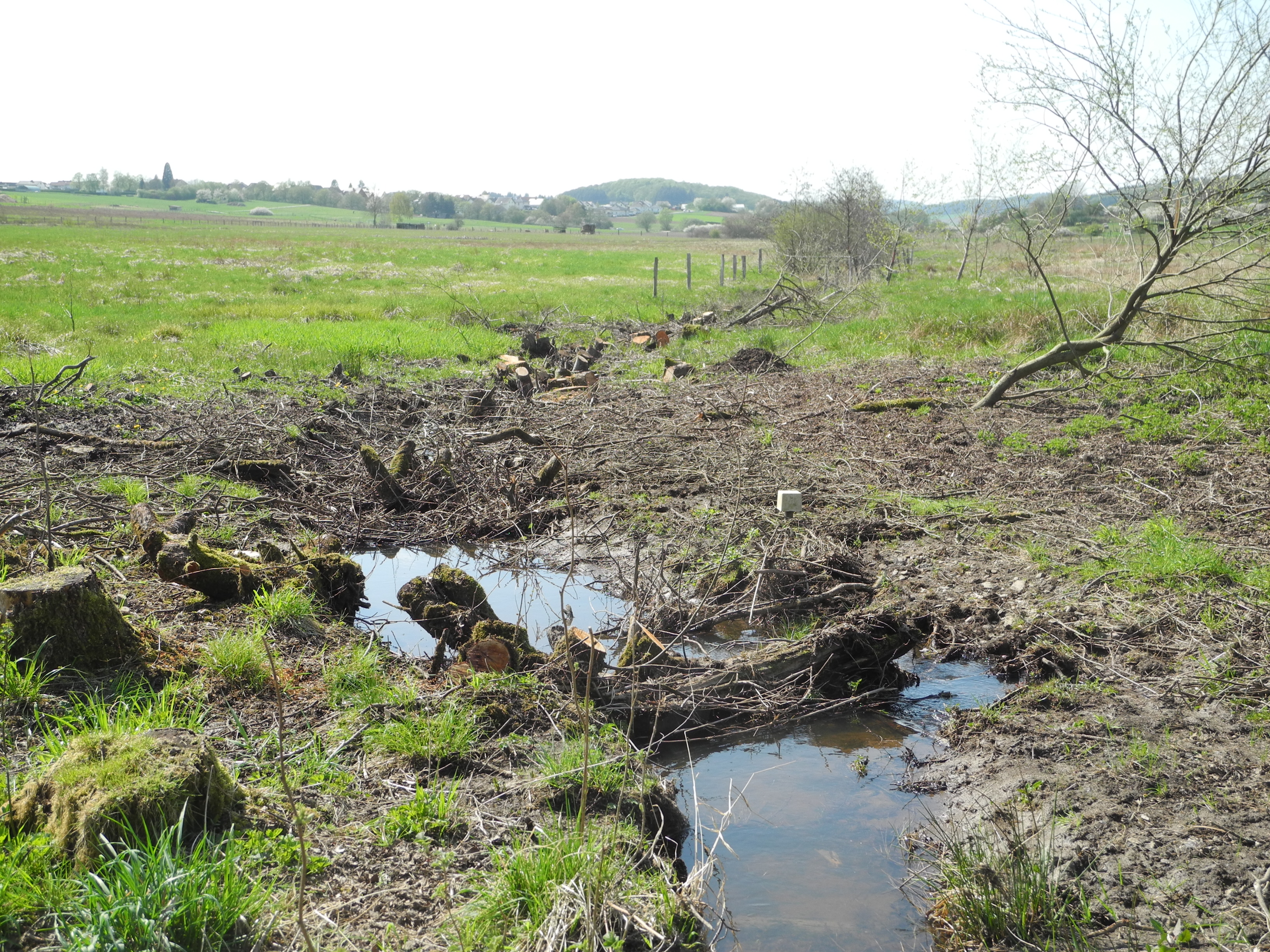
Der Bachlauf des Brühlbaches

## Flora und Fauna
Auf den kleinen mosaikartig vernetzten Lebensräumen finden viele Tierarten die auf offene Wiesenflächen angewiesen sind Nahrung und einen Rückzugsort. Aus den angrenzten Wäldern können Vogelarten und Säugetiere beobachtet werden, welche die Wechselzonen zwischen Wald, Feld beziehungsweise der Bachaue als Habitat bewohnen. Die Grünlandbereiche beherbergen botanische Raritäten und darüber hinaus artenreiche Schmetterlings- und Heuschreckenlebensgemeinschaften mit teils stark bedrohten Arten. Von besonderer Bedeutung sind die Grünlandbestände für stark bedrohte Vogelarten.

### Flora
Im Naturschutzgebiet wurden folgende seltene Pflanzenarten nachgewiesen:
Der Knöllchen-Steinbrech (Saxifraga granulata), das Breitblättrige Knabenkraut (Dactylorhiza majalis), der Teufelsabbiss (Succisa pratensis), die Gewöhnliche Kreuzblume (Polygala vulgaris), die Stängellose Kratzdistel (Cirsium acaulon), der Fieberklee (Menyanthes trifoliata), das Schmalblättrige Wollgras (Eriophorum angustifolium), die Blasen-Segge (Carex vesicaria), die Schnabel-Segge (Carex rostrata), die Faden-Binse (Juncus filiformis), die Kümmelblättrige Silge (Selinum carvifolia) und das Sumpf-Veilchen (Viola palustris).

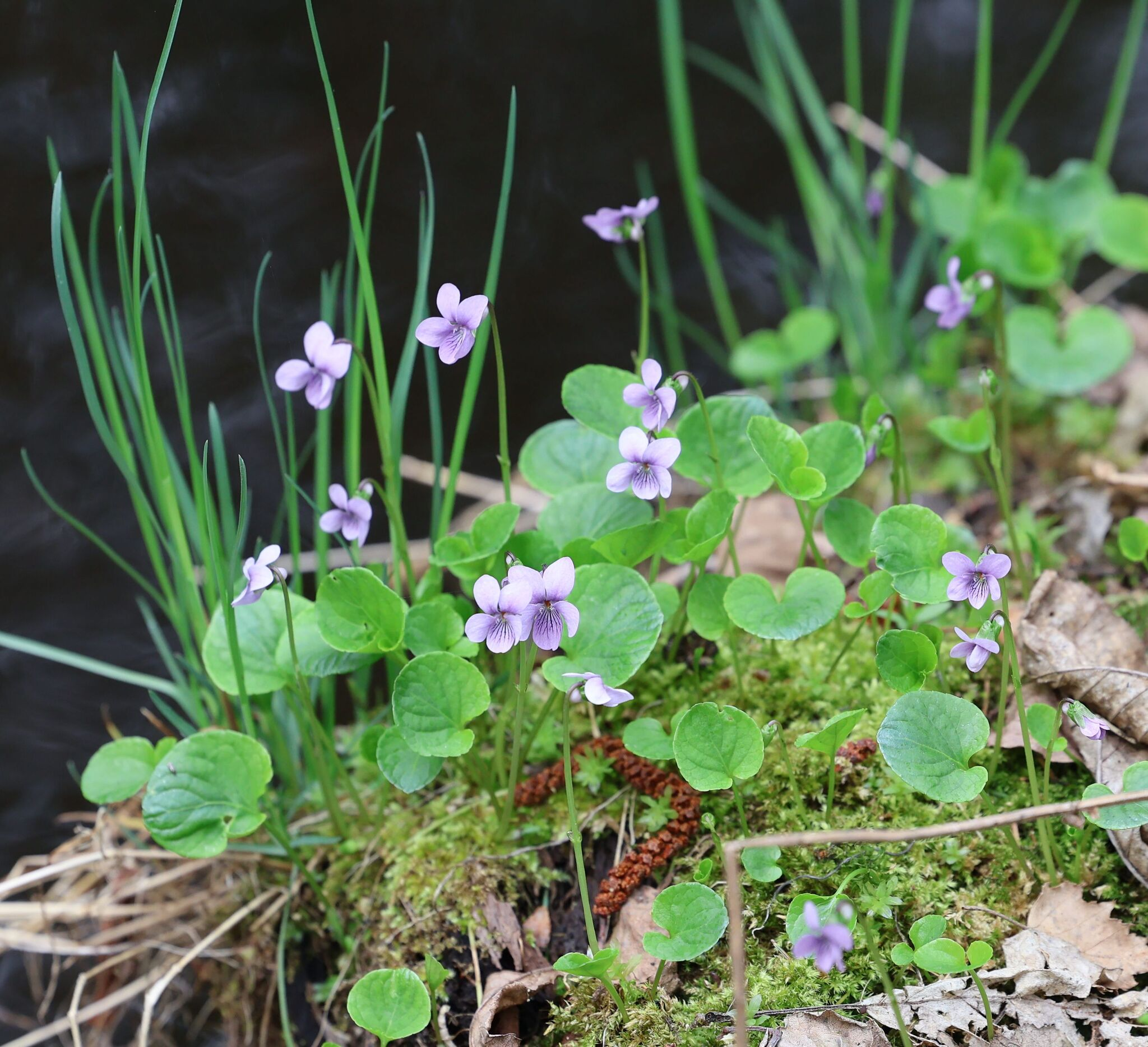
Sumpf-Veilchen, Habitus (Beispielfoto)
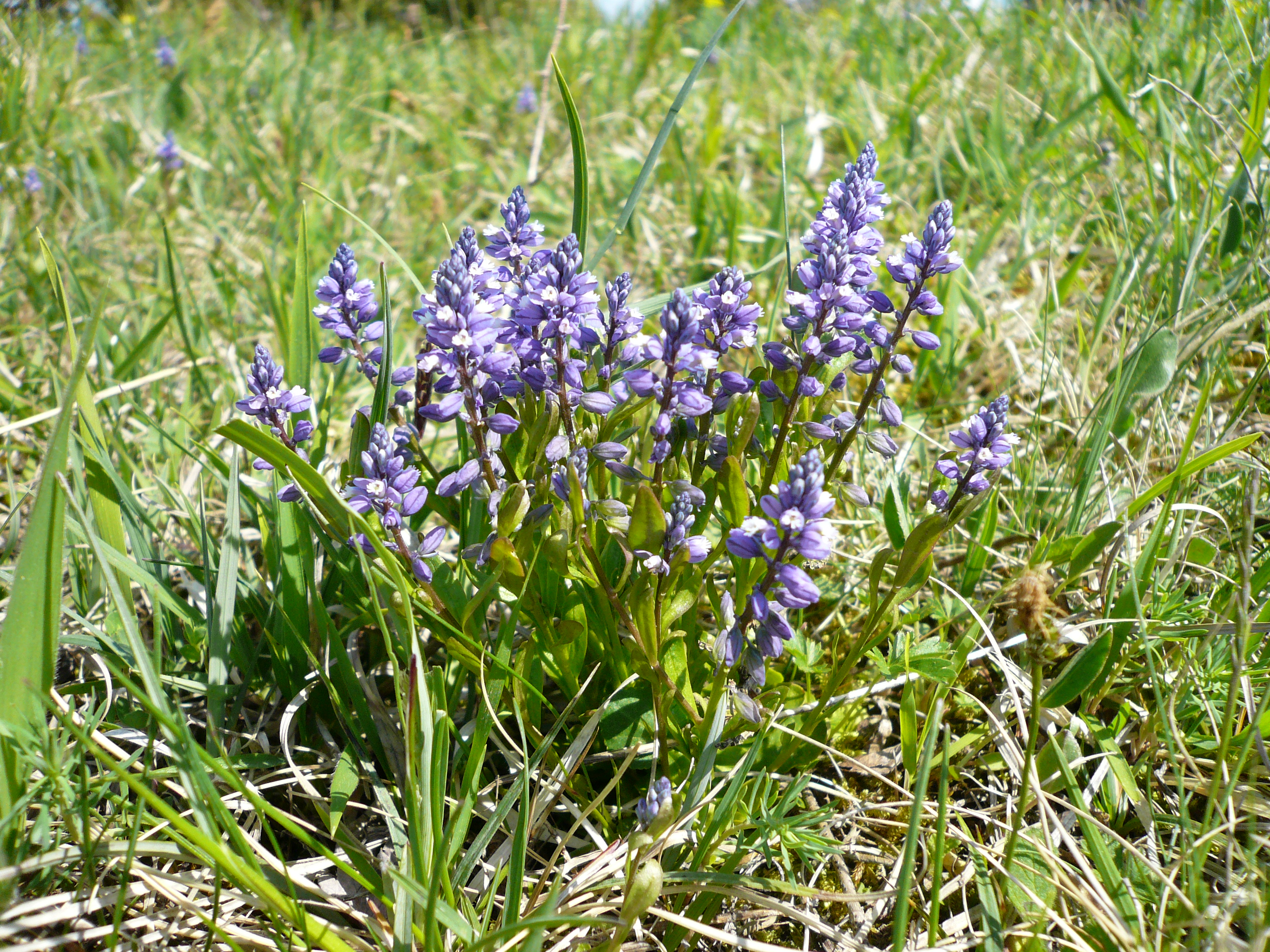
Gewöhnliche Kreuzblume, Habitus (Beispielfoto)

### Fauna
Es wurden bei Untersuchungen 31 Schmetterlings- und 15 Heuschreckenarten nachgewiesen. Zu den seltenen und besonders zu schützenden Tierarten des Naturschutzgebietes gehören:
Der Neuntöter (Lanius collurio), das Braunkehlchen (Saxicola rubetra), der Wiesenpieper (Anthus pratensis), die Bekassine (Gallinago gallinago), die Zwergschnepfe (Lymnocryptes minimus), der Raubwürger (Lanius excubitor), der Kiebitz (Vanellus vanellus), der Graureiher (Ardea cinerea) und der Dunkle Wiesenknopf-Ameisenbläuling (Phengaris nausithous).

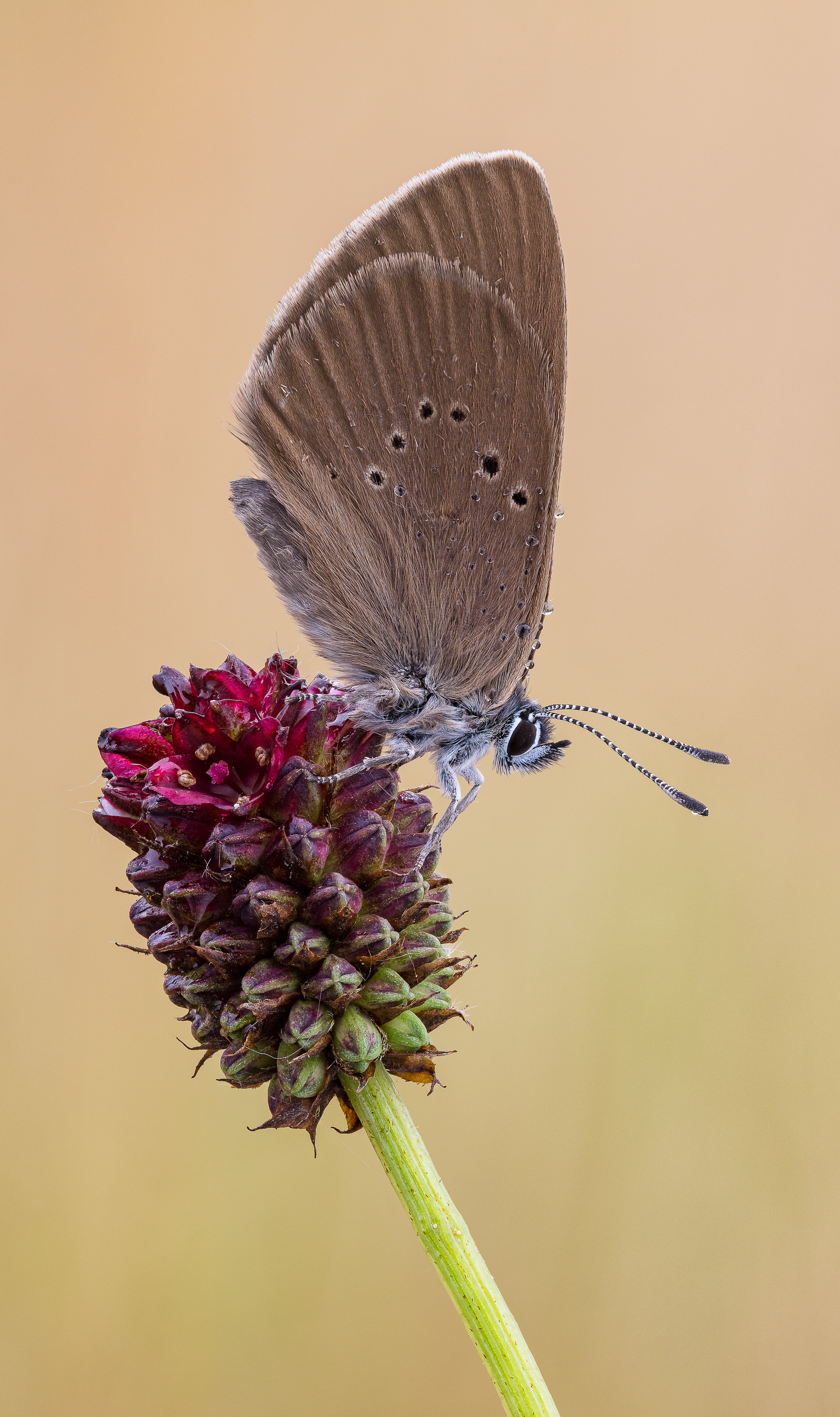
Dunkler Wiesenknopf-Ameisenbläuling, auf dem aufblühenden Blütenstand vom Großen Wiesenknopf (Beispielfoto)
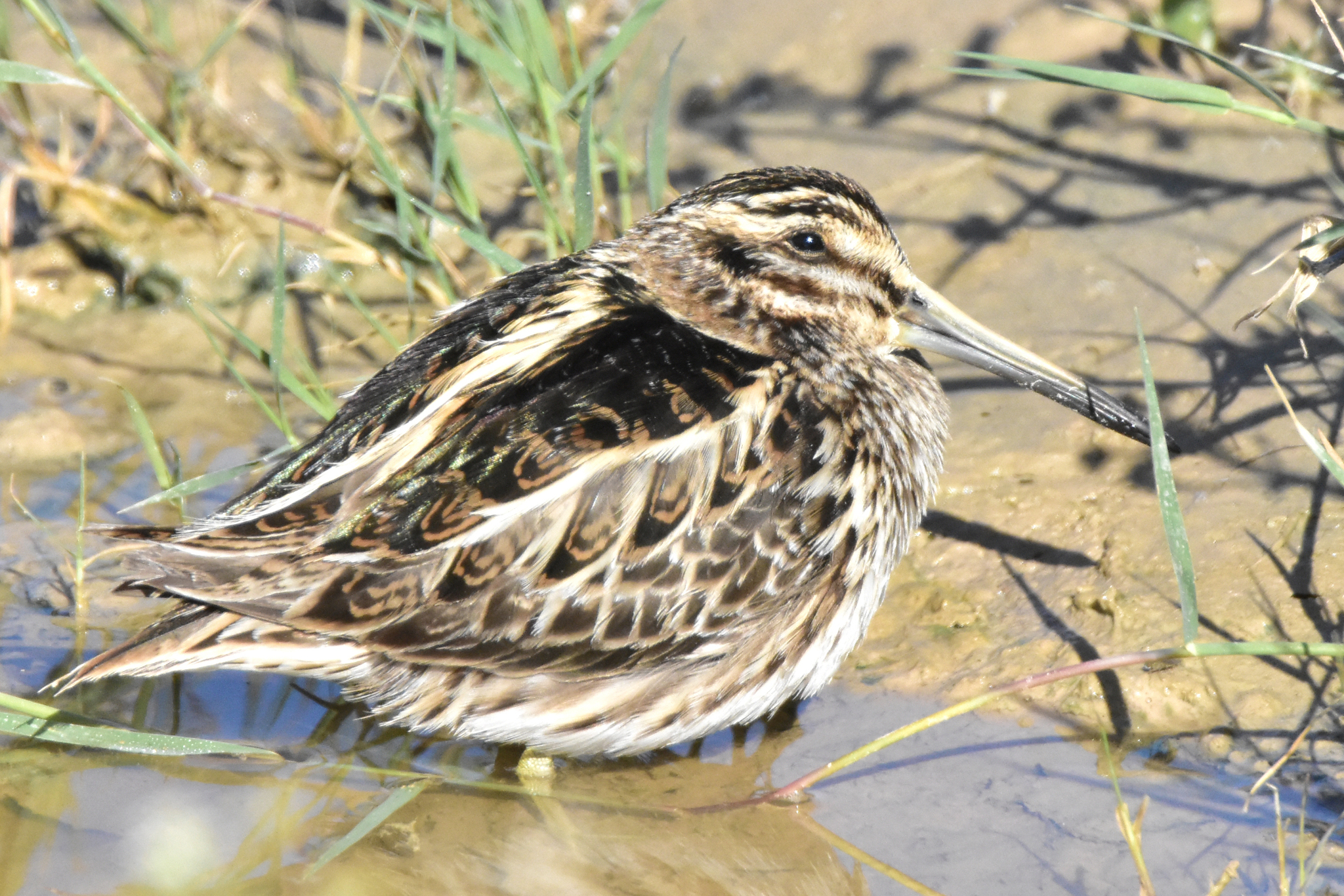
Zwergschnepfe im Lebensraum (Beispielfoto)

## Pflegemaßnahmen
Im Rahmen des Managementplans für das FFH-Gebiet „Helfholzwiesen und Brühl bei Erda“ (5317-302) und das EU-Vogelschutzgebiet „Wiesentäler um Hohenaar und die Aartalsperre“ (5316-401) ist das Naturschutzgebiet als Teil der jeweiligen Gesamtfläche besonders geschützt. Für den Erhalt der Wiesenflächen werden im Besonderen die wertvollen Grünlandstandorte, abgestimmt auf die Pflanzengesellschaften und Bruttermine der Wiesenvogelarten, ein- bis zweimal im Jahr gemäht oder mit Schafen beweidet.